# Pompeo Batoni
Pompeo Girolamo Batoni (1708 – 1787) va ser un pintor italià amb un coneixement molt sòlid de la tècnica pictòrica en els retrats que va fer i en les obres de tema mitològic. Pel fet dels viatgers que van arribar a Roma durant el seu Grand Tour, Batoni es va especialitzar en els retrats i va guanyar fama a nivell internacional. Batoni va ser considerat el millor pintor italià del seu temps, però les cròniques contemporànies mencionen la seva rivalitat amb Anton Raphael Mengs.
Batoni va treballar per a diversos reis i Papes de Roma (Benet XIV, Climent XIII i Pius VI).
L'estil de Batoni s'inspira i incorpora elements de l'antiguitat clàssica, el rococó elclassicisme de Bolonya i les obres dels artistes com Nicolas Poussin, Claude Lorrain i especialment Raffaello. De tal manera que es considera Pompeo Batoni com un precursor del Neoclassicisme.